# Medicina giuridica
La medicina giuridica è una branca della medicina legale che si occupa dell'evoluzione del diritto in sanità, dell'interpretazione delle norme e della loro applicabilità dal punto di vista medico.
In questo ambito sono molto rilevanti e dibattuti i seguenti argomenti:

## Aborto
L'aborto provocato o interruzione volontaria della gravidanza consiste nell'interruzione dello sviluppo dell'embrione o del feto e la sua rimozione dall'utero. 
- Legge sull'aborto

## Privacy
La privacy, termine inglese traducibile all'incirca con riservatezza, è il diritto alla riservatezza delle informazioni personali e della propria vita privata.
- Legge sulla Privacy
- Codice in materia di protezione dei dati personali

## Consenso informato
Qualunque trattamento sanitario, medico o infermieristico, necessità del preventivo consenso del paziente; è quindi il suo consenso che costituisce il fondamento della liceità dell'attività sanitaria (trasfusione di sangue e/o trapianto di organi), in assenza del quale l'attività stessa costituisce reato
- Consenso informato

## Procreazione assistita
- Proposta di legge sulla procreazione assistita

## Eutanasia
- Proposta di Legge sull'Eutanasia